# اوالداس جوسیس
اوالداس جوسیس (انگلیسی: Evaldas Jocys؛ زادهٔ ۲۵ مهٔ ۱۹۷۵) بازیکن بسکتبال اهل لیتوانی است.